# Patricia Roberts
Patricia Roberts, född den 14 juni 1955, är en amerikansk basketspelare som tog tog OS-silver 1976 i Montréal. Detta var första gången damerna fick delta i baskettävlingarna vid olympiska sommarspelen, och således USA:s första OS-medalj i dambasket. Hon är 188 cm lång.